# Coen Wolters
Coen Wolters ist ein niederländischer Blues-Rock-Gitarrist.

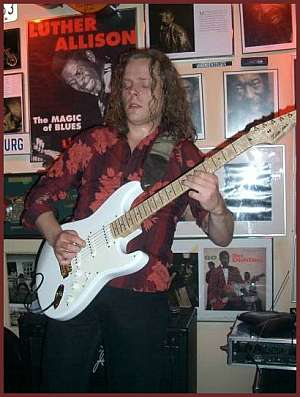
Coen Wolters am 30. April 2005 beim Gig im Red Rooster Club, Duisburg

## Leben
Coen Wolters gilt als einer der zurzeit besten Gitarristen des Bluesrock. Sein Gitarrenspiel ist energisch und einzigartig und doch wiederum gefühlvoll, andererseits auch mit einem scharfen Touch von Texas.
Nachdem im Januar 2005 die neue CD von Coen Wolters mit dem Titel „Broken Glass“ erschien und sowohl national wie auch international überall auf positive Resonanz stieß, geht es stetig bergauf mit seiner Karriere. Außer etlichen Festivals wie zum Beispiel beim Abbeblues Festival und Peerock Bluesfestival sowie bei diversen Clubauftritten in den Niederlanden waren die Einladungen zum 14th Internationalen Grolsch Blues Festival in Schöppingen, Skopje Blues & Soul Festival 2005 in Skopje/Maz sowie Fernseh und Live-Radio Auftritte in Mazedonien, Highlights neben den vielen Clubgastspielen in Deutschland. 
Die aktuellen Mitglieder der Coen Wolters Band sind:
- Coen Wolters (Gitarre und Gesang)
- Ivo Schot (Bass)
- Matthijs Rolleman (Drums)

## Diskografie

### Alben
- 2014 Illumination
- 2009 The numbers game
- 2006 As the crow flies
- 2004 Broken Glass
- 2001 A Bit Of Everything